# Велике (Шептицький район)
Вели́ке (до 1946 року — Poturzycka Wólka, Вілька Поторицька) — село в Україні, у Шептицькому районі Львівської області, розташоване в північній частині області на правому березі річки Західний Буг. Населення становить 274 особи. Село Велике підпорядковується Поторицькій сільській раді.
Неподалік від села розташована ботанічна пам'ятка природи «Дуб Длань Русі».

## Історія
Територія високого правого берега річки Західний Буг, де розташоване село Велике, була здавна заселена людьми. За 1 км на північ від села, поблизу вісімкоподібної стариці Західного Бугу (урочище Восьмьорка), виявлено багатошарове поселення "Червоноград-7". Знахідки з цього поселення належать до семи археологічних культур, що охоплюють різні історичні періоди, зокрема мезоліт, волино-люблінську культуру, культуру лійчастого посуду, тшцінецько-комарівську, лежницьку групу ранньоскіфського часу, черняхівську культуру та період давньої Русі (XI-XIII століття). Археологічні дослідження підтверджують заселення цієї території від IV тисячоліття до н.е. до кінця існування Давньоруської держави. На протилежному, лівому березі річки Західний Буг, навпроти села Великого, також виявлено поселення культури лійчастого посуду (урочище Макарова гора)..    
Село Велике виникло на рубежі XVII та XVIII століть. У період XVIII - XIX століть, у селах Поториці, Вільці Поторицькій (Велике) та Бендюзі нараховувалось 144 двори, в яких мешкало 1100 осіб. Територія охоплювала одинадцять квадратних кілометрів. У 1940 році мешканців Вільки виселено на територію, поблизу Рава-Руської, а через сім років, другий раз, у села Комарів і Волиця. Тоді ж більшість хат було знищено прикордонниками місцевої застави. У 1953 році, після заснування звірогосподарства на території села, люди почали повертатися, продовжувалось будівництво.

### Історія назви села
До 1946 року - Poturzycka Wólka (також зустрічаються варіанти назви пол. Wólka Poturzycka, нім. Wulka Poturzycka, укр. Вілька Поторицька, Вулька Потужицька). У 1946 році населений пункт, іменований в Указі Президії Верховної Ради УРСР, як хутір Вільна Поторицька, перейменовано на хутір Великий. При цьому, у радянському виданні "Історія міст і сіл Української РСР" 1968 року, хутір все-рівно згадується, як Вілька Поторицька. У 1989 році виконавчий комітет Львівської обласної Ради народних депутатів уточнив назви низки населених пунктів області, серед яких "село Великий" змінено на село Велике. Місцеві мешканці називають село Вількою.

### Перша світова війна
На початку Першої світової війни у північно-східній Галичині бойові дії мали характер обережних рейдів. Обидві сторони уникали масштабних зіткнень, обмежуючись кавалерійськими рейдами на прикордонні міста противника та повертаючись після сутичок на свою територію. Перший такий рейд поблизу села відбувся 2 серпня 1914 року, коли 7-а кавалерійська дивізія Російської імперії атакувала Сокаль із міста Володимир-Волинський, захопила кілька возів і повернулася назад.  
11 серпня 1914 року місто Сокаль, розташоване на північ від села Велике, було захоплене із боєм 7-ю кавалерійською дивізією. Наступного дня, 12 серпня 1914 року, місто Кристинопіль, що на південь від села Велике, було зайняте тією ж 7-ю кавалерійською дивізією після невеликого бою з австрійськими частинами. Фактично весь правий берег річки Західний Буг між Сокалем і Кристинополем, де знаходиться село Велике, перейшов під контроль російської армії. 

На початку липня 1915 року, в рамках Вісло-Бузької наступальної операції австрійських і німецьких військ на широкому фронті, російські війська відступили від берега Західного Бугу в околицях села Велике на декілька кілометрів на схід. 8–9 липня 1915 року лінія фронту проходила за селом у лісі по лінії Бендюга–Городелець (останнє поселення нині не існує). У цей час, північніше села, у лісі Борек, на фронті між Поторицею та озером на річці Білий Стік на початку липня 1915 року австрійські війська форсували річку Західний Буг, а російські війська контрактакували і намагались не дати противнику захопити плацдарми на високому правому березі. Атаки обох сторін супроводжувалися сильним артилерійським вогнем . 15 липня 4-й піхотний полк "Дойчмайсери" вибив росіян з невеликого плацдарму в селі Завишень, на лівому березі Західного Бугу. Надалі бойові дії зосередилися навколо звільнення передмістя Сокаля, Бабинець, села Поториці та панівних висот на схід від них. Ключовим епізодом протистояння стала битва за гору Сокаль, розташовану на схід від Сокаля та Поториці. Обидві сторони зазнали значних втрат. 31 липня 1915 року російські війська відступили на схід. До кінця Першої світової війни, село залишалось у складі Австро-Угорщини.       

### Друга світова війна
28 вересня 1939 року, згідно з Договором про дружбу та кордон між СРСР та Німеччиною, державний кордон було встановлено по річках Західний Буг та Солокія. У результаті цього село Вілька Поторицька опинилося в прикордонній смузі, після чого мешканців села виселили радянські прикордонники. 
Під час вторгнення нацистської Німеччини на територію СРСР 22 червня 1941 року підрозділи 522-го піхотного полку Вермахту переправлялися через річку Західний Буг у районі села Добрячин, розташованого на протилежному березі від села Велике. За даними німецьких документів, під час переправи солдати Вермахту підбили радянський літак. Після форсування річки вони увійшли до лісу (розташованого на північ від села Велике)..     

## Визначні об'єкти та підприємства

### Культурні об'єкти
- Церква Святої Праведної Анни УПЦ[24]

- Народний дім[24]

### Підприємства
- ТзОВ «Галичхутро».[25] Станом на 2019 рік, підприємство утримувало близько 10 тис. норок, нутрій та чорно-бурих лисиць.[26]
- Готельно-ресторанний комплекс «Лисичка».[27]

### Садівничі кооперативи[28]
- Садівничий кооператив «Будівельник»
- Садівничий кооператив «Буг»
- Садівниче товариство «Кооператор»

## Відомі люди
- Яворський Казимир-Ярослав Андрійович — сотник УПА, командир сотні «Хорти». Лицар Срібного Хреста Бойової Заслуги II класу. Народився у селі Вілька Поторицька (сучасна назва - село Велике)[29][30].
- Заремба Володимир Федорович - український митець, майстер різьби по дереву. Проживає у селі Великому.[31]

## Галерея

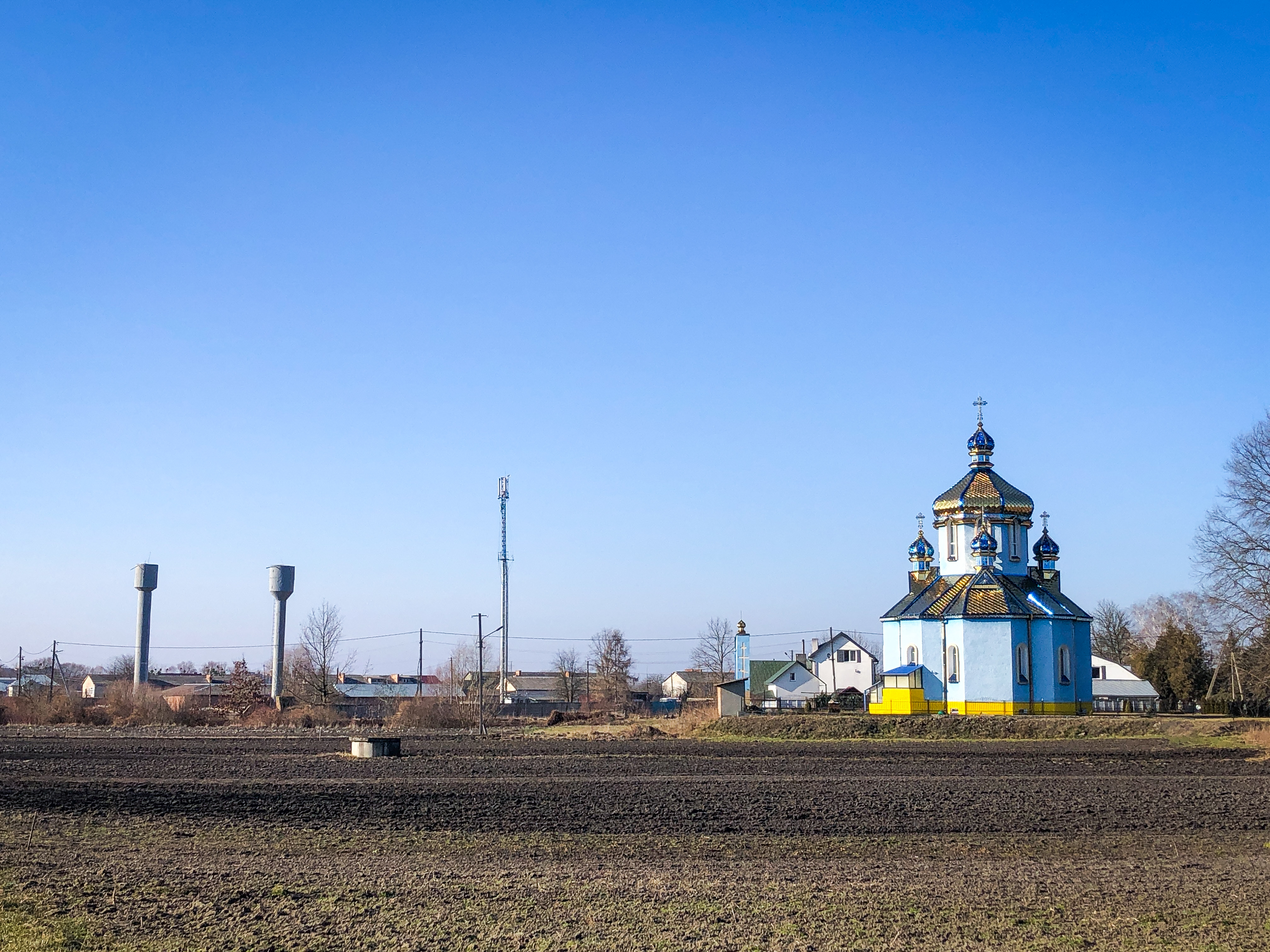
Панорама села
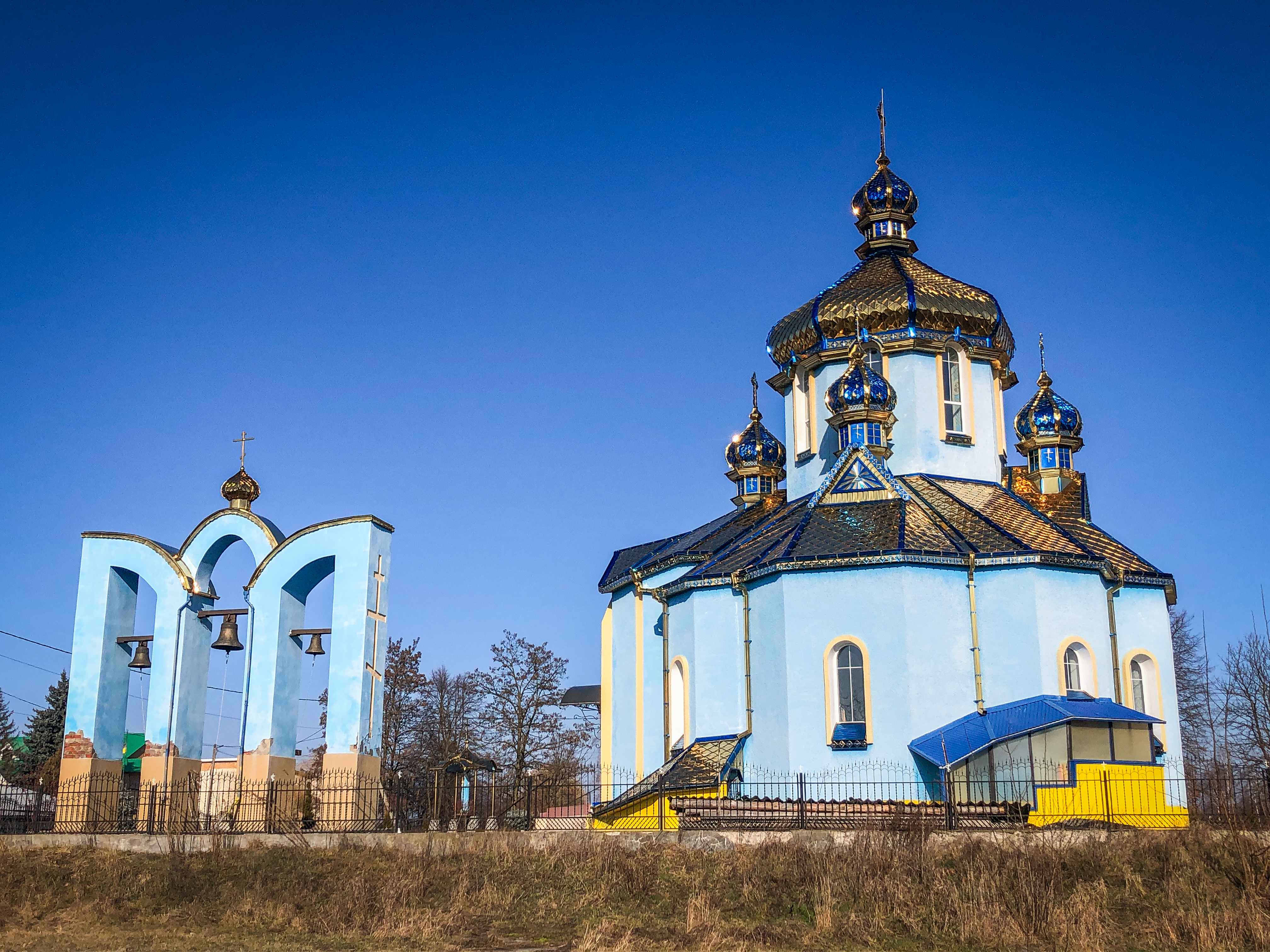
Церква Святої Анни
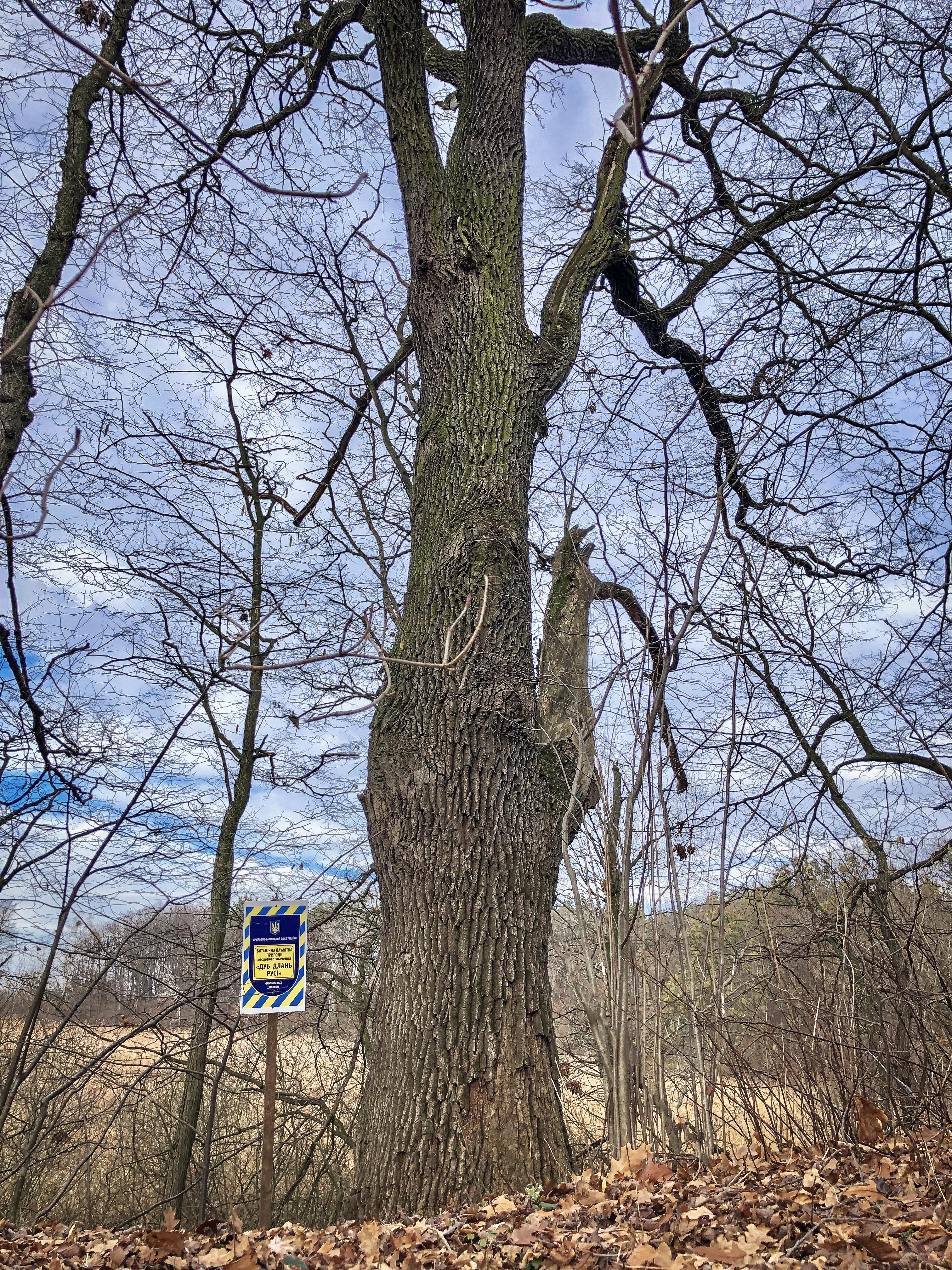
Дуб Длань Русі